# Simone Corsi
Simone Corsi (* 24. April 1987 in Rom) ist ein ehemaliger italienischer Motorradrennfahrer. Er wurde 2008 Vize-Weltmeister in der 125-cm³-Klasse der Motorrad-Weltmeisterschaft.

## Karriere

### Anfänge
Corsi begann bereits mit 4 Jahren mit dem Motorradsport, als Sohn des Motocrossfahrers Stefano Corsi schien ihm das Talent in die Wiege gelegt worden zu sein. So war er bis ins Jahr 2000 in der Minibike-Szene wie seine (heute) erfolgreicheren Landsleute Valentino Rossi oder Marco Melandri aktiv und gewann darin zweimal den italienischen Meistertitel. Es folgte der Weg in die Italienische Motorrad-Straßenmeisterschaft auf einer-125 cm³-Maschine mit dem zehnten Platz bei seinem ersten Rennen 2001. Das folgende Jahr beendete er als Gesamt-Dritter in dieser Serie, eine Wildcard beim Italien-Grand-Prix der Motorrad-Weltmeisterschaft in Mugello war der Lohn: er wurde 22.

### Motorrad-Weltmeisterschaft
Corsi fuhr 2003 und 2004 an der Seite von Andrea Dovizioso (Weltmeister 2004) im Team Scot in der 125-cm³-Klasse. Dabei errang er einen Podestplatz (3.) beim Grand Prix von Japan in Motegi.
Der einjährige Wechsel in die 250-cm³-Klasse 2005 knüpfte mit einem fünften Platz beim Großen Preis von Spanien nicht an die aufsteigende Form der Vorjahre an. Corsi wechselte zurück in die 125-cm³-Klasse; die stete Verbesserung im Gesamt-Klassement gab ihm recht. Seinen ersten Grand-Prix-Sieg feierte er beim dritten Saisonrennen 2007, dem Großen Preis der Türkei in Istanbul. Und schließlich wurde der Italiener 2008 mit insgesamt vier Siegen, davon der bei einer auf der Heimstrecke in Mugello, drei dritten Plätzen und drei Pole-Positions, Zweiter in der Gesamtwertung mit 225 Punkten hinter dem überlegenen Weltmeister Mike Di Meglio, der neun Podiumsplätze, davon vier Siege, und 264 Punkte erfahren hatte. Im folgenden Jahr 2009 hatte Corsi keine Chance gegen die viel jüngeren Kollegen, mit nur zwei Podiumsplatzierungen landete er im Mittelfeld der Gesamttabelle. Ein erneuter Wechsel schien geraten.
Seit 2010 fährt er in der neu geschaffenen Moto2-Klasse und findet zu seiner alten Stärke zurück. Schon im dritten Rennen konnte er sich als Dritter auf dem Siegerpodest feiern lassen.

## Statistik

### In der Motorrad-Weltmeisterschaft
(Stand: Saisonende 2022)
| Saison | Klasse  | Motorrad            | Rennen | Siege | Podien | Poles | Punkte | Ergebnis |
| ------ | ------- | ------------------- | ------ | ----- | ------ | ----- | ------ | -------- |
| 2002   | 125 cm³ | Honda               | 1      | –     | –      | –     | –      | –        |
| 2003   | 125 cm³ | Honda               | 14     | –     | –      | –     | 32     | 19.      |
| 2004   | 125 cm³ | Honda               | 16     | –     | 1      | –     | 61     | 13.      |
| 2005   | 250 cm³ | Aprilia             | 16     | –     | –      | –     | 59     | 14.      |
| 2006   | 125 cm³ | Gilera              | 14     | –     | –      | –     | 79     | 12.      |
| 2007   | 125 cm³ | Aprilia             | 17     | 1     | 2      | –     | 168    | 6.       |
| 2008   | 125 cm³ | Aprilia             | 17     | 4     | 7      | 3     | 225    | 2.       |
| 2009   | 125 cm³ | Aprilia             | 16     | –     | 2      | –     | 81     | 11.      |
| 2010   | Moto2   | Motobi              | 17     | –     | 2      | –     | 138    | 5.       |
| 2011   | Moto2   | FTR                 | 17     | –     | 2      | –     | 127    | 6.       |
| 2012   | Moto2   | FTR                 | 17     | –     | –      | 1     | 88     | 11.      |
| 2013   | Moto2   | Speed Up            | 17     | –     | 1      | –     | 108    | 11.      |
| 2014   | Moto2   | Forward / Kalex     | 12     | –     | 2      | –     | 100    | 7.       |
| 2015   | Moto2   | Kalex               | 17     | –     | –      | –     | 86     | 12.      |
| 2016   | Moto2   | Speed Up            | 18     | –     | 2      | –     | 103    | 10.      |
| 2017   | Moto2   | Speed Up            | 18     | –     | –      | –     | 117    | 9.       |
| 2018   | Moto2   | Kalex               | 18     | –     | –      | –     | 53     | 14.      |
| 2019   | Moto2   | Kalex               | 9      | –     | –      | –     | 10     | 24.      |
| 2019   | Moto2   | NTS                 | 2      | –     | –      | –     | –      | 24.      |
| 2019   | Moto2   | Gesamtergebnis 2019 | 11     | –     | –      | –     | 10     | 24.      |
| 2020   | Moto2   | MV Agusta           | 14     | –     | –      | –     | 15     | 24.      |
| 2021   | Moto2   | MV Agusta           | 15     | –     | –      | 1     | 16     | 24.      |
| 2022   | Moto2   | MV Agusta           | 19     | –     | –      | –     | 0      | 35.      |
| Gesamt | Gesamt  | Gesamt              | 320    | 5     | 21     | 5     | 1666   |          |

Grand-Prix-Siege
| Saison | Klasse  | Siege                             |
| ------ | ------- | --------------------------------- |
| 2007   | 125 cm³ | Turkei                            |
| 2008   | 125 cm³ | Spanien Portugal Italien Valencia |

Rekorde in der Motorrad-Weltmeisterschaft
- Moto2-Klasse
  - meiste Grand-Prix-Starts: 209

### In der Supersport-Weltmeisterschaft
(Stand: Saisonende 2023)
| Saison | Team               | Motorrad      | Rennen | Siege | Zweiter | Dritter | Poles | Schn. Runden | Punkte | Ergebnis |
| ------ | ------------------ | ------------- | ------ | ----- | ------- | ------- | ----- | ------------ | ------ | -------- |
| 2023   | Altogo Racing Team | Yamaha YZF-R6 | 6      | –     | –       | –       | –     | –            | 33     | 20.      |
| Gesamt | Gesamt             | Gesamt        | 6      | 0     | 0       | 0       | 0     | 0            | 33     |          |